# Hydropsyche moselyi
Hydropsyche moselyi là một loài Trichoptera trong họ Hydropsychidae. Chúng phân bố ở miền Australasia.